# نیک ساندو
نیک ساندو (به انگلیسی: Nick Sandow) بازیگر آمریکایی است.
از فیلم‌های معروف او می‌توان به بازی در فیلم احیای قهرمان، بازگشت به بهشت، جنون، سرزمین‌های سرد و کانی و کارلا اشاره کرد.